# Markpor
Markporer är mellanrummet mellan de olika markpartiklarna. Marken kan delas upp i fast material (markpartiklarna) och markporerna. I markporerna finns både markluft och markvatten. Proportionerna mellan markluft och markvatten varierar med tension och markens porstorleksfördelning och kan utläsas av pF-kurvan. De markporer som skapats av rötter kallas rotgångar.
Makropor är de riktigt stora markporerna i marken där det mesta av markluften vanligtvis finns. Närvaron av markoporer ökar rotdjupet, ökar vattengenomsläppligheten och förbättrar dräneringen i marken. Makroporer bildas huvudsakligen på lerjordar med en god markstruktur.
Makroporerna fördärvas vid markpackning men kan åter byggas upp vid flerårig vallodling och långvarig grönträda.

## Markens porstorleksfördelning
Markens porstorleksfördelning är hur markporernas storleksmässiga fördelning ser ut i marken. Denna har en avgörande betydelse för både markens vattenhållande förmåga och för markens vattengenomsläpplighet vid olika tensioner i marken. Storleken på de olika markporerna beror främst på markens textur och struktur.

### Inverkan av markens textur
Markpartiklarnas kornstorlek är proportionell mot markporernas storlek. Det innebär att grovkorniga jordar, med mycket grus och sand också får en hög andel grova markporer. Jordar med mycket silt får en hög andel mindre markporer och jordar med mycket ler får en hög andel med mycket små markporer.
För moränjordar har mängden av de minsta partiklarna en direkt avgörande betydelse för markens porstorleksfördelning. De små markpartiklarna tenderar nämligen att hamna i mellanrummet mellan de större markpartiklarna och ge en högre andel små markporer än vad som indikeras av moränens kornstorleksfördelning.

### Inverkan av markstruktur
Markstrukturen påverkar främst andelen stora markporer, (s.k. makroporer) i marken. En lerjord med god markstruktur får relativt mycket makroporer, där växtrötterna lätt tränger ner i marken och suger upp både markvatten och växtnäring. En jord med dålig markstruktur innehåller få makroporer och här får växtrötterna svårare att tränga ner i marken.